# Wu Ruiting
Wu Ruiting, född 29 november 1995, är en friidrottare från Kina. Han deltog vid olympiska sommarspelen 2020.